# Clase media (serie de televisión)
Clase media es una serie española de televisión, emitida por TVE en 1987, dirigida por Vicente Amadeo.

## Argumento
La serie pretende ser un reflejo de la España rural de principios del siglo XX (1904-1905), a través de los avatares de la familia Requejo, cuyo cabeza de familia, Isidoro (Antonio Ferrandis), se ve expulsado de su pueblo por las presiones de los caciques.

## Reparto
| - Xabier Elorriaga - Antonio Ferrandis - Charo López - Antonio Resines - Agustín González - Amparo Larrañaga - Víctor Valverde - Queta Claver - Maruchi Fresno - Alicia Sánchez - Ángel Alcázar - Arturo López - Alberto Delgado - Carlos Marcet - Ricardo Palacios - Antonio Requena - Julio Riscal - José Segura - José María García-Villaraco - Luis Escobar - Alejandro Ulloa - Santiago Álvarez - Ana María Barbany - Lina Canalejas - Marina Carresi | - Fernando Cebrián - Roberto Cruz - Miguel de Grandy - Mar Díez - Ramón Durán - Jesús Enguita - José María Escuer - Estanis González - Lola Lemos - Fabián López Tapia - Ramón Pons - Pilar Puchol - Luis Rico - Mari Carmen Alvarado - José María Caffarel - Eduardo Calvo - Paco Catalá - José Cela - Alfonso del Real - Carlos Lucero - Lorenzo Ramírez - Eulalia Ramón - Carmen Utrilla - Marcial Zambrana |

## Ficha técnica
- Dirección: Vicente Amadeo
- Guiones: José María Rincón y Vicente Amadeo
- Producción: José Ramón Velasco
- Banda Sonora: Antoni Parera Fons
- Director Artístico:Álvaro Valencia Villagrán
- Sonido: Agustín de la Fuente

## Presupuesto
Contó con un presupuesto de 150 millones de pesetas, muy por encima de otras producciones televisivas de la época.